# Tey Mollinedo Cano
Tey Mollinedo Cano (Teapa, Tabasco, 26 de agosto de 1984) es Ingeniero Industrial y de Sistemas por el ITESM y Licenciada en Contaduría Pública y Finanzas. Es empresaria y a lo largo de los últimos años ha sido intercambio académico en ELTC Mánchester (Inglaterra), intercambio académico en Texas A&M University, College Station, Texas, Premio 2007 al mejor voluntario de Servicio Social Comunitario en el Tecnológico de Monterrey, en 2010 profesora en la carrera de Ingeniería Industrial del Instituto Tecnológico Superior de la Sierra, en 2013, Primera Directora de Fomento Económico y Turismo, en 2014, Directora de Atención Ciudadana en el Municipio de Teapa, alcaldesa del Municipio de Teapa por el periodo 2018 - 2021, y actualmente diputada federal de la LXVI 2024-2027.

## Reseña biográfica
Empresaria de la Sultana de la Sierra, Tey Mollinedo considera que la sociedad ha ido cambiando de mentalidad, y que hoy las mujeres no le tienen miedo a los retos, y sobre todo a actuar de manera responsable. Tey Mollinedo afirma que siempre es interesante conjugar experiencia y la chispa de mujeres jóvenes en cualquier reto que enfrenten por muy grande o difícil que parezca. Actualmente es Presidente Municipal de la tierra que la vio nacer y formarse como hija ejemplar, esposa y madre.